# سكوت راسيل (معلق رياضي)
سكوت راسيل (بالإنجليزية: Scott Russell) هو معلق رياضي أمريكي، ولد في 1958.